# Michelle Ford
	Michelle Jan Ford (Sydney, 15 juli 1962) is een Australisch zwemster.

## Biografie
Ford won zowel in 1978 en 1982 de gouden medaille op de Gemenebestspelen op de 200m vlinderdlag.
Het grootste succes van Ford was de olympische gouden medaille in 1980 op de 800m vrije slag.

## Internationale toernooien
| Jaar | Olympische Spelen                                       | Wereldkampioenschappen                                                          | Gemenebestspelen                                                                           |
| ---- | ------------------------------------------------------- | ------------------------------------------------------------------------------- | ------------------------------------------------------------------------------------------ |
| 1976 | 16e 200m vrije slag 16e 200m vlinderslag                |                                                                                 |                                                                                            |
| 1977 |                                                         |                                                                                 |                                                                                            |
| 1978 |                                                         | 5e 400m vrije slag 4e 800m vrije slag 9e 200m vlinderslag 10e 4x100m vrije slag | 200m vrije slag · 400m vrije slag · 800m vrije slag · 200m vlinderslag · 4x100m vrije slag |
| 1979 |                                                         |                                                                                 |                                                                                            |
| 1980 | 4e 400m vrije slag · 800m vrije slag · 200m vlinderslag |                                                                                 |                                                                                            |
| 1981 |                                                         |                                                                                 |                                                                                            |
| 1982 |                                                         |                                                                                 | 800m vrije slag · 200m vlinderslag                                                         |

1968: Debbie Meyer ·
1972: Keena Rothhammer ·
1976: Petra Thümer ·
1980: Michelle Ford ·
1984: Tiffany Cohen ·
1988: Janet Evans ·
1992: Janet Evans ·
1996: Brooke Bennett ·
2000: Brooke Bennett ·
2004: Ai Shibata ·
2008: Rebecca Adlington ·
2012: Katie Ledecky ·
2016: Katie Ledecky ·
2020: Katie Ledecky
- Australian Women's Register: AWE2443b